# Rehderodendron kwangtungense
Rehderodendron kwangtungense là một loài thực vật có hoa trong họ Bồ đề. Loài này được Chun miêu tả khoa học đầu tiên năm 1934.